# Metallitotuus
Metallitotuus – pierwszy album fińskiego zespołu heavymetalowego Teräsbetoni, wydany w 2005 roku.

## Lista utworów
1. Teräsbetoni
2. Älä kerro meille
3. Taivas lyö tulta
4. Vahva kuin metalli
5. Silmä silmästä
6. Metallisydän
7. Orjatar
8. Tuonelaan
9. Metallitotuus
10. Voittamaton
11. Teräksen varjo
12. Maljanne nostakaa